# Mikel Gaztañaga
Mikel Gaztañaga Etxeberria (Itsasondo, País Vasco, España, 30 de diciembre de 1979) es un ciclista español. 
En su paso por el campo amateur destacó el cuarto puesto obtenido en el Campeonato de España de Ciclismo en Ruta en 2002, siendo el mejor corredor de la categoría élite (amateur), disputando a final de esa temporada la Vuelta a Galicia como profesional en el equipo portugués Matesica-Abodoba. Su paso definitivo al campo profesional lo realizó en el año 2004.

## Palmarés

### Pista
2005
- Campeonato de España Madison (haciendo pareja con Asier Maeztu)

2006
- 2.º en el Campeonato de España Madison (haciendo pareja con Unai Elorriaga)

### Carretera
2006
- 1 etapa de la Vuelta a la Comunidad de Madrid
- Tour de Vendée
- Circuito de Guecho

2007
- Tour de Vendée
- 1 etapa del G. P. Paredes Rota dos Móveis

2008
- Clásica de Loire-Atlantique

## Resultados en Grandes Vueltas
Durante su carrera deportiva consiguió los siguientes puestos en las Grandes Vueltas:
| Carrera | Carrera         | 2002 | 2003 | 2004 | 2005 | 2006 | 2007 | 2008 | 2009 |
| ------- | --------------- | ---- | ---- | ---- | ---- | ---- | ---- | ---- | ---- |
|         | Giro de Italia  | —    | —    | —    | —    | —    | —    | —    | —    |
|         | Tour de Francia | —    | —    | —    | —    | —    | —    | —    | —    |
|         | Vuelta a España | —    | —    | —    | —    | —    | —    | —    | Ab.  |

—: no participa

Ab.: abandono

## Equipos
- Matesica-Abodoba (2002)[1]
- Cafés Baqué (2004)
- Catalunya-Ángel Mir (2005)
- Atom (2006)
- Agritubel (2007-2008)
- Contentpolis-AMPO (2009)